# Teofanija
Teofanija (od antičkog grčkog (ἡ) θεοφάνεια theophaneia, sa značenjem „pojava božanstva”) manifestacija je božanstva na uočljiv način. Ovaj termin koristio se za označavanje pojave božanstva u starogrčkim i bliskoistočnim religijama. Iako je Ilijada najraniji izvor opisa teofanije u klasičnoj antici (koji se javlja u cijeloj grčkoj mitologiji), vjerojatno najraniji opis pojavljuje se u Epu o Gilgamešu.
Kao specifično za kršćane i Židove u odnosu na Bibliju: teofanija se odnosi na manifestaciju Boga, otkriveno njegovo prisustvo koje je osoba osjetila. Događa se sasvim neočekivano ili na ljudsku molitvu. Katkad se božanstvo javlja izravno, a katkad neizravno u različitim predodžbenim oblicima. Bogojavljenje je kršćanski blagdan, kojim se slavi otkrivenje Boga Sina utjelovljenoga u Isusu Kristu. Slavi se 6. siječnja. Zapadni kršćani uglavnom slave posjetu trojice kralja Isusu, i Isusovo fizičko očitovanje ljudima. U kršćanstvu dolazak Boga u Kristu čini temelj kršćanske vjere.
Biblija kaže da se Bog otkrio čovječanstvu. Bog razgovara s Adamom i Evom u Edenu (Post 3,9–19); s Kajinom (Post 4,9-15); s Noom (Post 6,13, Post 7,1, Post 8,15) i njegovim sinovima (Post 9,1-8); te s Abrahamom i njegovom ženom Sarom (Post 18). Dvaput se pojavljuje i Hagari, robinji koja ima Abrahamovo prvo dijete, Jišmaela (Post 16).